# Juno to Jupiter
Albums de Vangelis
Nocturne - The Piano Album
(2019)
Juno to Jupiter est le dernier album studio du compositeur grec Vangelis, sorti en 2021. Après Mythodea (2001), c’est le second album inspiré par les missions spatiales de la NASA, cette fois par la sonde spatiale Juno. La soprano Angela Gheorghiu collabore sur trois titres,.

## Historique
Cet album est le dernier album écrit et réalisé par Vangelis. La version vinyle est sortie trois mois avant sa mort survenue le 17 mai 2022.
Comme le titre de l’œuvre le suggère, Vangelis s’inspire de la mission spatiale Juno vers Jupiter menée par la NASA. Elle comprend des sons issus de cette mission (titres 1 et 17) et la voix de la soprano roumaine Angela Gheorghiu (titres 9, 13 et 16). La mission et le sens de l’album sont tous deux « nommés d’après Hera (ou Junon chez les Romains) qui, selon la mythologie grecque, était la mère des dieux et des humains et la femme de Zeus, Jupiter chez les Romains, qui était le père des dieux et des hommes ». D’après Vangelis, il a « mis l’accent sur les traits marquants de Jupiter/Zeus et Héra/Junon qui, selon la théogonie grecque, avaient une relation particulière. J’ai senti que je ne devais représenter Zeus/Jupiter uniquement par le son, dans la mesure où les lois musicales transforment le chaos en harmonie, qui déplace tout, jusqu’à la vie elle-même. En revanche, pour Héra/Junon, j’ai ressenti la nécessité d’une voix. Angela Gheorghiu représente donc, dans cette fresque historique de la mission vers la planète Jupiter, Héra/Junon d’une façon époustouflante ».
Les extraits vocaux, reproduits sur la piste 17 de l’album avec l’autorisation de la NASA, sont des scientifiques Randall Faelan, Chris Leeds, Jennifer Delavan et Matt Johnson. 
En septembre et octobre 2021 ont été publiées des vidéos musicales pour les titres In the Magic of Cosmos, Hera/Juno Queen of the Gods et Inside our Perspectives,,,.

## Versions et publications
Seules les versions numérique et sur CD étaient disponibles lors de la première date de publication, le 24 septembre 2021, avec un coffret CD comportant un livret. Un double album vinyle a été publié le 4 février 2022, alors qu’une édition limitée en coffret comportant deux disques vinyles, un pack CD et un livret rigide de 172 pages décrivant le projet et un marque-page lenticulaire sera publié le 24 juin 2022.

## Accueil
Thom Jurek d’Allmusic dans une critique très positive avec une note de 4/5, salue les performances de Vangelis et de Gheorghiu, concluant que « Juno to Jupiter tout comme Mythodea sont des œuvres majeures de la fin de carrière de Vangelis. Elle est méticuleusement articulée et profondément illustrative de ses deux sujets — la solitude et la grandeur du voyage spatial — et ses référents métaphoriques dans la mythologie grecque ». Ben Hogwood de MusicOMH lui donne également une critique positive avec une note de 4/5 alors que Thomas H. Green, dans une critique notée 3/5 remarque à la fin « bien que parfois trop opulent, le meilleur de Juno to Jupiter évoque l’immensité de l’espace, donnant un aperçu de l’effort de la machine humaine au milieu d’un vide infini. Des compositions telles que Jupiter's Veil of Clouds et Jupiter's Quiet Determination montrent que Vangelis, bien qu’il joue plus dans un amphithéâtre que dans sa chambre enfumée, en a encore sous le pied ».

## Liste des titres
| 1. | Atlas' Push                | 3:41 |
| 2. | Inside Our Perspectives    | 3:32 |
| 3. | Out In Space               | 4:14 |
| 4. | Juno's Quiet Determination | 5:18 |
| 5. | Jupiter's Intuition        | 3:58 |

| 1. | Juno's Power                                         | 4:09 |
| 2. | Space's Mystery Road                                 | 4:18 |
| 3. | In The Magic of Cosmos                               | 2:07 |
| 4. | Juno's Tender Call (Voix soprano : Angela Gheorghiu) | 3:42 |
| 5. | Juno's Echoes                                        | 3:39 |
| 6. | Juno's Ethereal Breeze                               | 1:31 |

| 1. | Jupiter's Veil of Clouds                                      | 5:17  |
| 2. | Hera/Juno Queen of the Gods (Voix soprano : Angela Gheorghiu) | 4:21  |
| 3. | Zeus Almighty                                                 | 11:01 |

| 1. | Jupiter Rex                                              | 1:36 |
| 2. | Juno's Accomplishments (Voix soprano : Angela Gheorghiu) | 4:23 |
| 3. | Apo 22                                                   | 1:54 |
| 4. | In Serenitatem                                           | 4:15 |
| 5. | Cosmos Autopator                                         | 8:45 |

## Crédits
- Vangelis : compositeur, interprète, producteur, enregistrement, arrangements
- Salvador Design : direction artistique, conception graphique
- Philippe Colonna : ingénieur du son
- Angela Gheorghiu (Juno) : voix soprano (pistes : B4, C2, D2)
- Artistic Science Inc. : consultant artistique et créatif
- Docteur Scott J. Bolton : conseiller artistique
- Enregistré aux Planet Earth Studios, en Europe
- Sony Music Publishing

Ce disque est dédié à la mémoire de son frère Niko, mort d’un AVC le 1er août 2014,.